# آنا مگا
آنا مگا (انگلیسی: Anna Mega؛ زادهٔ ۲۱ اکتبر ۱۹۶۲) بازیکن فوتبال اهل ایتالیا است.
وی همچنین در تیم ملی فوتبال زنان ایتالیا بازی کرده‌است.